# Mario Terzic
Mario Terzic (né le 25 juillet 1945 à Feldkirch) est un designer, sculpteur et architecte paysagiste autrichien.

## Biographie

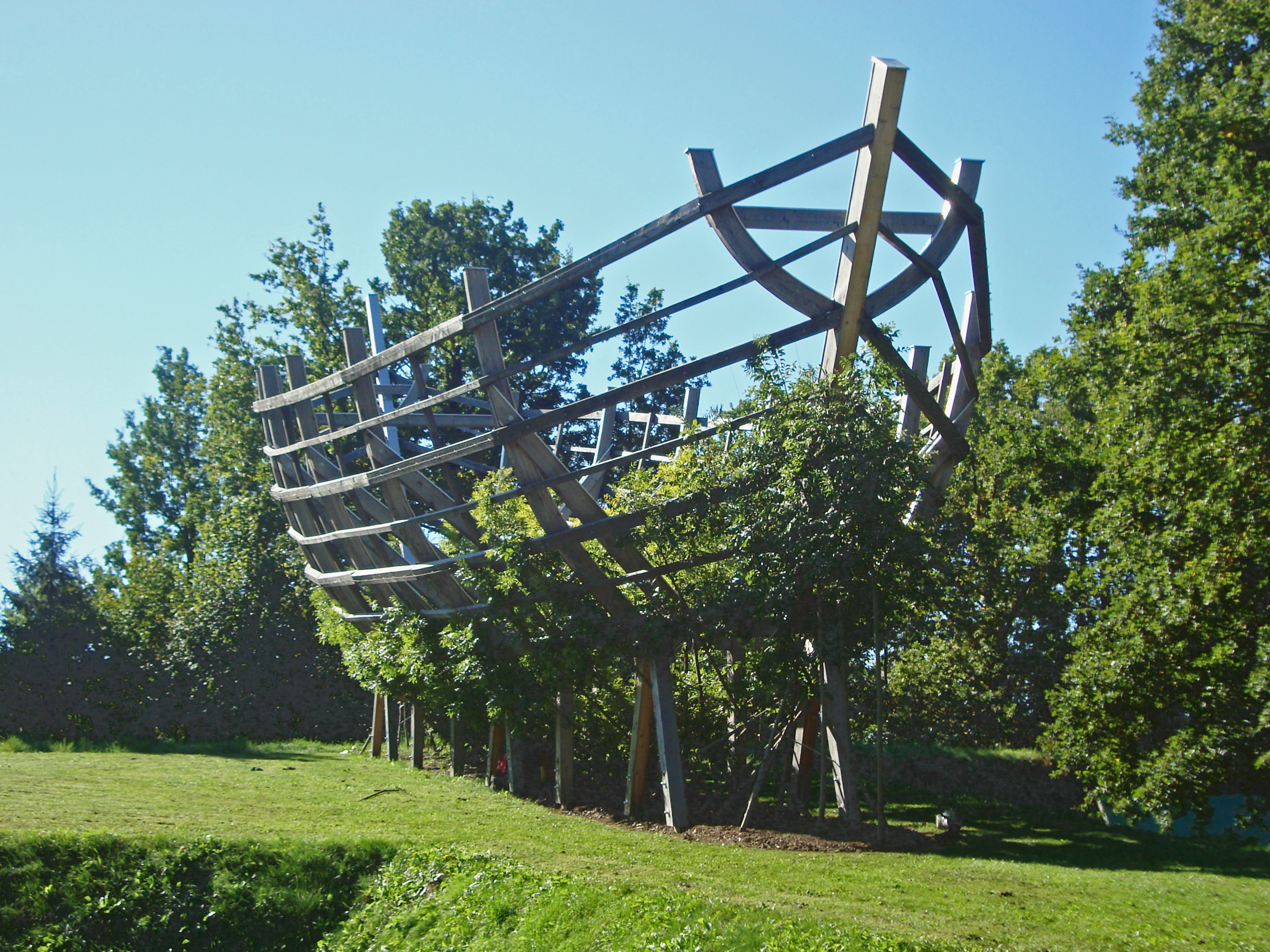
L'Arche des arbres vivants en 2013

Mario Terzic étudie de 1964 à 1968 à l'université des arts appliqués de Vienne. Il obtient un diplôme en design industriel auprès de Franz Hoffmann. Terzic est employé de 1968 à 1970 dans l'atelier de Walter Pichler. En 1970, il commence à exposer ses dessins et ses objets. Entre 1979 et 1981, il conçoit Arkadien, un jardin qu'il a mis en scène, pour le palais du Belvédère de Vienne et le château de Creux de Genthod mais qu'il réalise dans le palais Liechtenstein. Il s'agit de sa première installation végétale. En 1991, il devient professeur de design graphique à l'université des arts appliqués de Vienne. En 1992, il collabore avec ses assistants et ses élèves sur le jardin du palais Rasumofsky. En 2000, il crée une classe d'aménagement paysager. Il conçoit de nombreux projets comme le Stocznia Gdańska Landscape Park en 2006 ou la rénovation du jardin de la villa Primavesi (Vienne, 2007). En 2010, il construit à l'initiative du musée universel de Joanneum pour l'Österreichischer Skulpturenpark l'Arche des arbres vivants.